# Ratko Parežanin

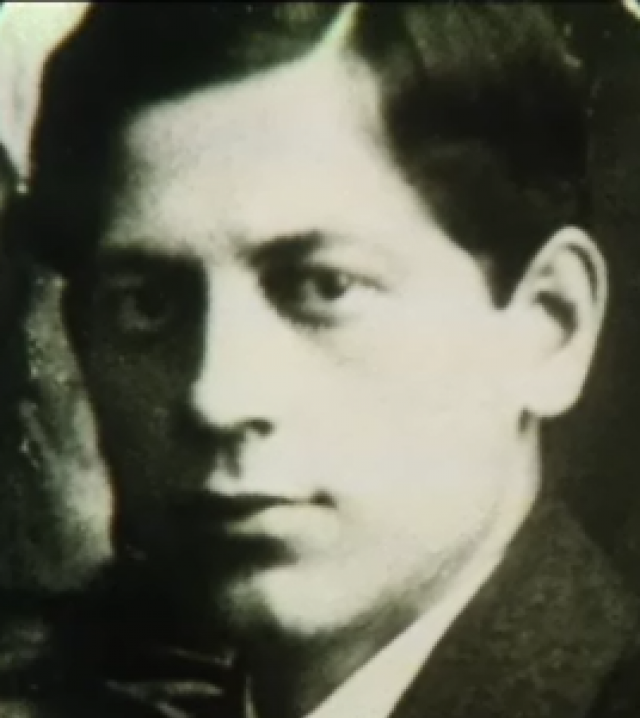
Ratko Parežanin, vor 1941

Ratko Parežanin (serbisch-kyrillisch Ратко Парежанин; *  24. Februar 1898 in Konjic; † 20. Mai 1981 in München) war ein jugoslawischer Abgeordneter, Gründungsmitglied der faschistischen serbischen ZBOR-Partei und Schriftsteller. Während des Zweiten Weltkrieges war er als Journalist sowie als hochrangiger Funktionär des faschistischen Serbischen Freiwilligen-Korps (SFK) ein Kollaborateur mit dem nationalsozialistischen Deutschland.

## Leben
Parežanin wurde als Sohn des serbisch-orthodoxen Priesters Vidak Parežanin und dessen Ehefrau Mileva geboren. Als Mitglied der revolutionären Organisation Mlada Bosna wurde der minderjährige Parežanin nach dem Attentat von Sarajevo im Gefängnis von Arad (Rumänien) inhaftiert und danach in den Ersten Weltkrieg an die italienischen Front geschickt. Schon nach kurzer Zeit kam er wegen Krankheit zur Behandlung nach Zagreb, wo er bis zum Ende des Krieges verblieb.
Er absolvierte sechs Klassen an Gymnasien in Mostar und Belgrad und studierte schließlich Literatur an der Philosophischen Fakultät von Belgrad. Im Jahr 1924 wurde Parežanin zum Presseattaché der Botschaft des Königreichs Jugoslawiens in Wien ernannt.
Bei den Wahlen zur jugoslawische Nationalversammlung 1927 wurde er über die Liste der Radikalen Volkspartei zum Abgeordneten gewählt. Von 1929 bis 1933 war Parežanin wieder im diplomatischen Dienst in Wien und arbeitete anschließend im Zentralen Pressebüro in Belgrad. Er war einer der wichtigsten Initiatoren, Gründer und Direktor des Balkan-Instituts in Belgrad, in dem er von 1934 bis 1941 tätig war.

Während des Weltkriegs wurde Parežanin nach der Eroberung Jugoslawiens im Jahr 1941 kurzzeitig von der deutschen Besatzungsmacht inhaftiert. Als Unterzeichner des Appells an die serbische Nation (88. von 546.) verurteilte er den Widerstand der kommunistischen Tito-Partisanen gegen die Besatzung. Während der serbischen Kollaborationsregierung des Milan Nedić (1941–1944) diente er im bewaffneten Arm der faschistischen ZBOR-Partei, dem Serbischen Freiwilligen-Korps (SFK) als Leiter der Bildungsabteilung, die für die politische Erziehung der Soldaten zuständig war. Als Chefredakteur der serbischen Kollaborationszeitung Naša borba (Unser Kampf) schrieb Parežanin 1941: 

„Pobednički Veliki Nemački Rajh preko generala Nedića pružio je ruku Srbiji. Na tu ruku uprte su oči celog Srpstva. Srbija mora tu ruku da što čvršće i toplije primi.“

„Das siegreiche große Deutsche Reich hat Serbien durch General Nedić die Hand gereicht. Auf diese Hand richten sich die Augen der Serbenheit. Serbien muss diese Hand stark und warm empfangen.“

 Daneben im gleichen Jahr über die Juden: 

„Odmah posle svetskog rata, 1918, u Beograd je nagrnuo ološ sa svih strana, ološ politički, socijalni, ’privredni’. Šta je sve taj ološ za preko dvadeset godina radio u našoj prestonici, svima nam je dobro poznato. [...] Nikad jevreji ne bi stekli onaj strahoviti uticaj u našem privrednom i javnom životu, da nisu našli pomagače, jatake i najamnike u našem ’narodnom’ društvu. [...] Taj pretsednik Narodne Skupštine za svog jevrejina izdejstvovao je čak od ministra inostranih dela da postane ’ataše specijal’ [...] Jedan ministar držao je jevrejina za počasnog konzula [...] I neki profesori univerziteta činili su isto. [...] Ovi naši ljudi bili su isto što i jevreji, BILI SU GORI OD JEVREJA! [...] Inače, sva naša borba bila bi ne samo neobjektivna nego i bezuspešna, utoliko pre što se deca mnogih glavnih jevrejskih jataka i pomagača iz našeg ’narodnog’ društva nalaze danas na drugom jevrejskom razornom planu – u šumi ili ma na kojoj drugoj busiji – opet zajedno sa jevrejima i pod senkom jevrejskih idola.“

„Unmittelbar nach dem Weltkrieg, 1918, versammelte sich in Belgrad der Abschaum von allen Seiten, politischer Abschaum, sozialer, ’wirtschaftlicher’. Was alles dieser Abschaum seit über zwanzig Jahren in der Hauptstadt getan hat, ist uns allen gut bekannt. [...] Niemals würden die Juden diesen enormen Einfluss in unserem wirtschaftlichen und öffentlichen Leben gewonnen haben, hätten sie nicht Komplizen, Hehler und Söldner in unserer ‚nationalen‘ Gesellschaft gefunden. [...] Dieser Präsident der Nationalversammlung der seinen Juden sogar in das Außenministerium brachte, um ‚Sonderattaché‘ zu werden [...] Ein Minister hielt einen Juden als Honorarkonsul [...] Und einige Universitätsprofessoren taten das Gleiche. [...] Diese unsere Leute waren auch wie die Juden, SIE WAREN SCHLIMMER ALS DIE JUDEN! [...] Andernfalls wäre all unser Kampf nicht nur unrealistisch, sondern auch erfolglos, denn vor allem die Kinder vieler führender jüdischen Komplizen und Unterstützer aus unserer ‚nationalen‘ Gesellschaft folgen heute dem zweiten jüdischen verheerenden Plan – im Wald oder auch einem anderen Hinterhalt – wieder zusammen mit den Juden und im Schatten des jüdischen Idols.“

Nach dem Zusammenbruch des serbischen Marionettenstaates 1944 ging Parežanin ins politische Exil nach Westdeutschland. Er war jahrzehntelanger Mitarbeiter und Redakteur der in München von Exilserben herausgegebenen faschistischen Zeitung Iskra, die noch heute die Taten des serbischen Faschistenführers Dimitrije Ljotić, der ZBOR-Partei und des SFK verherrlicht. Parežanin war einer der wichtigsten Mitarbeiter der Zeitung und Buchverlages. Er war Gründer und Redakteur der Zeitschrift Der Antikommunist (1955–1957).
Er starb 1981 im Exil in München und wurde auf dem serbisch-orthodoxen Friedhof von Osnabrück bestattet.

## Schriften (Auswahl)
- Jevreji u Engleskoj [Die Juden in England]. In: Obnova. 7. April 1943.
- Književna pisma : Iz zapisa i beležaka jednog drvodelje [Der Leserbrief : Aus den Schriften und Notizen eines Tischlers]. 1947.
- Verband der Freien Presse (Hrsg.): Kommunismus : Gestern, Heute, Morgen. München 1965.
- Dimitrije Ljotić u revoluciji i ratu [Dimitrije Ljotić in Revolution und Krieg]. Iskra, 1967.
- Drugi svetski rat i Dimitrije V. Ljotić [Der Zweite Weltkrieg und Dimitrije V. Ljotić]. Iskra, 1971.
- Mlada Bosna i Prvi svetski rat [Die Mlada Bosna und der Erste Weltkrieg]. Iskra, 1974.
- Moja misija i Crnoj gori [Meine Mission und Montenegro]. Iskra, 1974.
- Za balkansko jedinstvo : Osnivanje, program i rad Balkanskog instituta u Beogradu (1934-1941) [Für die balkanische Einheit : Errichtung, Programm und Arbeit des Balkan-Instituts in Belgrad (1934–1941)]. Iskra, 1976.
- Die Attentäter : Das Junge Bosnien im Freiheitskampf. L. Jevtić, München 1976.
- Gavrilo Princip u Beogradu : Mlada Bosna i Prvi svetski rat [Gavrilo Princip in Belgrad : Die Mlada Bosna und der Erste Weltkrieg]. Catena mundi d.o.o., Belgrad 2013, ISBN 978-86-6343-012-9 (vermutlich eine Neuauflage seines Buches aus dem Jahr 1974).

## Quelle
- Autobiografija. Abgerufen am 12. August 2017 (Autobiografie).